# Kamakura-gu
Il Kamakura-gū (鎌倉宮) è un santuario situato a Kamakura, nella prefettura di Kanagawa, in Giappone. Fu eretto dall'Imperatore Mutsuhito nel 1869 per venerare lo spirito del Principe Morinaga, che fu imprigionato e dopo giustiziato dove si trova ora il santuario nel 1335. Per questa ragione, il santuario è anche conosciuto come Ōtōnomiya or Daitōnomiya (大塔宮) dal nome completo del Principe (Ōtōnomiya Morinaga).

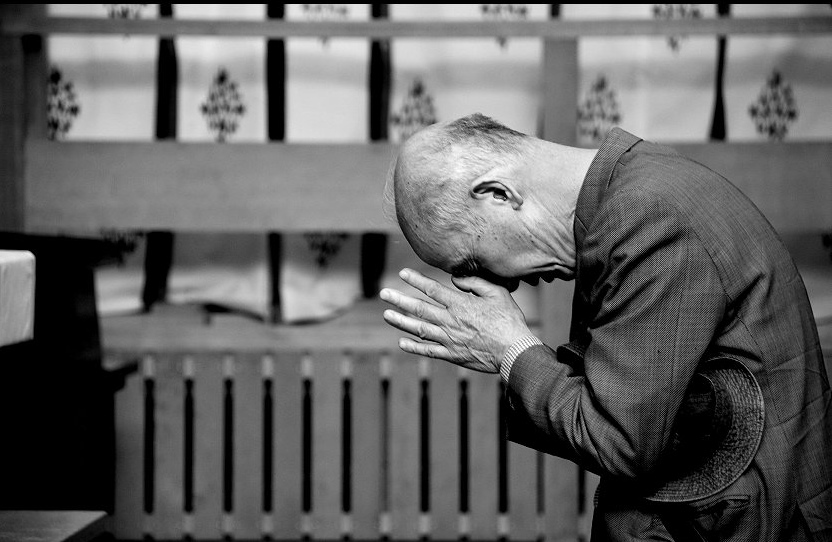
Preghiera al Kamakura-gū.

Il Principe Morinaga fu a Kyoto il più pericoloso rivale politico di Ashikaga Takauji, così fu arrestato nel 1334 e prima tenuto prigioniero lì, dopo mandato a Kamakura. Il fratello giovane di Ashikaga, Ashikaga Tadayoshi, tenne prigioniero Morinaga per nove mesi in una piccola grotta presso il sito dell'attuale santuario Kamakura-gū. Quando Tadayoshi fu costretto a ritirarsi da Kamakura dopo aver perso una battaglia contro Hōjō Tokiyuki, prima di andarsene diede l'ordine di esecuzione di Morinaga. Il Principe fu decapitato il 23 luglio 1335. La grotta esiste ancora oggi nella parete rocciosa dietro il santuario, ed è un'attrazione turistica. Si tratta di quattro metri di profondità e un'area di dodici metri quadrati.